# Villarejo (Sardón de los Frailes)
Villarejo es una entidad de población española del municipio de Sardón de los Frailes, perteneciente a la provincia de Salamanca, en la comunidad autónoma de Castilla y León.

## Historia
Hacia mediados del siglo XIX, el lugar, por entonces referido como una alquería perteneciente a Sardón de los Frailes, tenía contabilizada una población de tres habitantes. Aparece descrito en el decimosexto y último volumen del Diccionario geográfico-estadístico-histórico de España y sus posesiones de Ultramar de Pascual Madoz con las siguientes palabras:

VILLAREJO: alq. en la prov. de Salamanca, part. jud. de Ledesma, térm. municipal de Sardon de los Fraíles. pobl. 1 vec., 3 alm.
(Madoz, 1850, p. 260)

En 2022, tenía empadronado un único habitante.